# Чхакараму
Чхакараму (ఛకారం, англ. Chacāram, ча-буква) — ఛ, чха, 20-я буква слогового алфавита телугу, придыхательная глухая постальвеолярная аффриката. В названии కారం (cāram) означает буквально «буква», «-му» — суффикс существительного, опускаемый в санскрите, но обязательный в телугу.
Надстрочный контактный диакритический знак (надстрочная часть буквы) в виде «✓» называется талакатту и обозначает короткий гласный «а» (аналогично క, గ — «ка», «га» или చి, చు — «чи», «чу» (в последнем случае талакатта сохраняется, но не произносится)).
Подстрочный знак обозначает придыхание (ఒత్తు) и называется జడ (jada), ఒత్తు (ottu) или వొత్తు (vottu). В английском знак называют вертикальным мазком или чертой (vertical stroke). Данный знак является необходимым (ср. ఛ ↔︎ చ), как и у всех остальных букв, обозначающих придыхательные звуки и требующих соответствующей маркировки (исключением является буква ఖ (кха), которая по начертанию отлична от క (ка).
Акшара-санкхья — 7 (семь). Символ юникода — U+0C1B
Подписные чха в телугу и кхмерском:

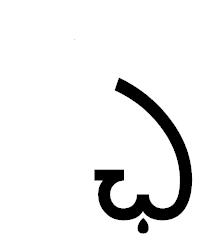
Чхаватту (телугу)
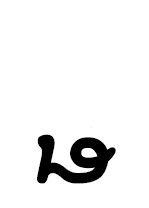
Тьенг чха (кхмерский)